# Anita Włodarczyk
Anita Włodarczyk (Rawicz, 8 de agosto de 1985) es una deportista polaca que compite en atletismo, especialista en la prueba de lanzamiento de martillo. Es tricampeona olímpica, tetracampeona mundial y tetracampeona europea de su especialidad.
Participó en cuatro Juegos Olímpicos de Verano, obteniendo en tres medallas de oro, en Londres 2012, Río de Janeiro 2016 y Tokio 2020, y el cuarto lugar en Pekín 2008.
Ganó cuatro medallas de oro en el Campeonato Mundial de Atletismo entre los años 2009 y 2017, y seis medallas en el Campeonato Europeo de Atletismo entre los años 2010 y 2024.
El 28 de agosto de 2016 estableció una nueva plusmarca mundial del lanzamiento de martillo (82,98 m), en la final del Campeonato Mundial de Atletismo en Pista Cubierta.
Fue la abanderada de Polonia en la ceremonia de apertura de los Juegos Olímpicos de París 2024 junto con el baloncestista Przemysław Zamojski.

## Palmarés internacional
| Juegos Olímpicos   | Juegos Olímpicos         | Juegos Olímpicos  | Juegos Olímpicos |
| Año                | Lugar                    | Medalla           | Prueba           |
| ------------------ | ------------------------ | ----------------- | ---------------- |
| 2012               | Londres (Reino Unido)    | Medalla de oro    | Martillo         |
| 2016               | Río de Janeiro (Brasil)  | Medalla de oro    | Martillo         |
| 2020               | Tokio (Japón)            | Medalla de oro    | Martillo         |
| Campeonato Mundial |                          |                   |                  |
| Año                | Lugar                    | Medalla           | Prueba           |
| 2009               | Berlín (Alemania)        | Medalla de oro    | Martillo         |
| 2013               | Moscú (Rusia)            | Medalla de oro    | Martillo         |
| 2015               | Pekín (China)            | Medalla de oro    | Martillo         |
| 2017               | Londres (Reino Unido)    | Medalla de oro    | Martillo         |
| Campeonato Europeo |                          |                   |                  |
| Año                | Lugar                    | Medalla           | Prueba           |
| 2010               | Barcelona (España)       | Medalla de bronce | Martillo         |
| 2012               | Helsinki (Finlandia)     | Medalla de oro    | Martillo         |
| 2014               | Zúrich (Suiza)           | Medalla de oro    | Martillo         |
| 2016               | Ámsterdam (Países Bajos) | Medalla de oro    | Martillo         |
| 2018               | Berlín (Alemania)        | Medalla de oro    | Martillo         |
| 2024               | Roma (Italia)            | Medalla de plata  | Martillo         |